# Episodi di December Bride (quarta stagione)
La quarta stagione della serie televisiva December Bride è andata in onda negli Stati Uniti dal 7 ottobre 1957 al 19 maggio 1958 sulla CBS.
| nº | Titolo originale         | Prima TV USA     |
| -- | ------------------------ | ---------------- |
| 1  | Vallee's Protege         | 7 ottobre 1957   |
| 2  | Mean Grandfather         | 14 ottobre 1957  |
| 3  | The Golf Lesson          | 21 ottobre 1957  |
| 4  | The Photography Show     | 4 novembre 1957  |
| 5  | Sports Car               | 11 novembre 1957 |
| 6  | The Microphone Show      | 18 novembre 1957 |
| 7  | Matt's Gray Hair         | 2 dicembre 1957  |
| 8  | The Other Woman          | 9 dicembre 1957  |
| 9  | The Butler Show          | 16 dicembre 1957 |
| 10 | Ruth Goes Home to Mother | 23 dicembre 1957 |
| 11 | Hot Meal                 | 30 dicembre 1957 |
| 12 | The Airplane Show        | 6 gennaio 1958   |
| 13 | The Parrot Show          | 13 gennaio 1958  |
| 14 | The Antique Show         | 20 gennaio 1958  |
| 15 | Housemother              | 27 gennaio 1958  |
| 16 | The Muscleman Show       | 3 febbraio 1958  |
| 17 | Contour Chair            | 10 febbraio 1958 |
| 18 | The Fred MacMurray Show  | 17 febbraio 1958 |
| 19 | Baby Rehearsal           | 24 febbraio 1958 |
| 20 | Army Buddy               | 3 marzo 1958     |
| 21 | The Ed Wynn Show         | 10 marzo 1958    |
| 22 | The Bouncer Show         | 17 marzo 1958    |
| 23 | Sleep Teaching           | 24 marzo 1958    |
| 24 | The Gilbert Roland Show  | 31 marzo 1958    |
| 25 | Aunt Emily               | 7 aprile 1958    |
| 26 | The Mickey Rooney Show   | 14 aprile 1958   |
| 27 | Lily's Birthday Dress    | 21 aprile 1958   |
| 28 | Wedding Float            | 28 aprile 1958   |
| 29 | The Capistrano Show      | 5 maggio 1958    |
| 30 | Lily on Boat             | 12 maggio 1958   |
| 31 | Matt and Pete Fight      | 19 maggio 1958   |

## Vallee's Protege
- Prima televisiva: 7 ottobre 1957

### Trama
- Guest star: Joel Grey (Jimmy), Rudy Vallee (se stesso)

## Mean Grandfather
- Prima televisiva: 14 ottobre 1957

### Trama
- Guest star: Joel Grey (Jimmy), Gail Ganley (Betty), Frank Tweddell (nonno)

## The Golf Lesson
- Prima televisiva: 21 ottobre 1957
- Diretto da: Fred De Cordova
- Scritto da: Arthur Julian, Lou Derman

### Trama
- Guest star: Damian O'Flynn, Hal K. Dawson, Ross Ford, Lee Millar, Lester Matthews (Evans), Joel Grey (Jimmy)

## The Photography Show
- Prima televisiva: 4 novembre 1957

### Trama
- Guest star:

## Sports Car
- Prima televisiva: 11 novembre 1957

### Trama
- Guest star: Nina Bara (Natasha), Ray Montgomery (George)

## The Microphone Show
- Prima televisiva: 18 novembre 1957

### Trama
- Guest star: Howard McNear (Smedley)

## Matt's Gray Hair
- Prima televisiva: 2 dicembre 1957

### Trama
- Guest star: Amzie Strickland (Marilyn)

## The Other Woman
- Prima televisiva: 9 dicembre 1957
- Diretto da: Fred De Cordova
- Scritto da: Lou Derman, John L. Greene

### Trama
- Guest star: James Elsegood, Casse Jaeger, Jack Boyle, Maurice Kelly, Tyler McVey, Hillary Brooke (Miss Bennett), Barbara Eden (Miss Wilson)

## The Butler Show
- Prima televisiva: 16 dicembre 1957

### Trama
- Guest star: Edward Everett Horton (Butler)

## Ruth Goes Home to Mother
- Prima televisiva: 23 dicembre 1957

### Trama
- Guest star:

## Hot Meal
- Prima televisiva: 30 dicembre 1957

### Trama
- Guest star:

## The Airplane Show
- Prima televisiva: 6 gennaio 1958

### Trama
- Guest star: Margie Liszt (Wife), Larry J. Blake (uomo), Edith Simmons (Woman with Baby)

## The Parrot Show
- Prima televisiva: 13 gennaio 1958

### Trama
- Guest star: Mel Blanc (Voice of Parrot), Will Wright (Schuyler), Willard Waterman (Sam Winslow)

## The Antique Show
- Prima televisiva: 20 gennaio 1958

### Trama
- Guest star:

## Housemother
- Prima televisiva: 27 gennaio 1958

### Trama
- Guest star: Irene Tedrow (Dean Fillmore)

## The Muscleman Show
- Prima televisiva: 3 febbraio 1958
- Diretto da: Fred De Cordova
- Scritto da: Bill Davenport, Arthur Julian

### Trama
- Guest star: Michael Masters (Mr. Muscle Beach), Ray Kellogg, Jim Stockton, Jett Roberts, Jeanne Tatum

## Contour Chair
- Prima televisiva: 10 febbraio 1958

### Trama
- Guest star: Russell Trent (Schweitzer), Lee Millar (Burt)

## The Fred MacMurray Show
- Prima televisiva: 17 febbraio 1958

### Trama
- Guest star: Fred MacMurray (se stesso), Jack Albertson (Tom Desmond), Kathleen Freeman (Marie), Ralph Dumke (Broderick), Henry East (Dog Trainer)

## Baby Rehearsal
- Prima televisiva: 24 febbraio 1958

### Trama
- Guest star: Olan Soule (Kent)

## Army Buddy
- Prima televisiva: 3 marzo 1958

### Trama
- Guest star: Lyle Talbot (Winters), Richard Erdman (maggiore Jerry Higgins)

## The Ed Wynn Show
- Prima televisiva: 10 marzo 1958

### Trama
- Guest star: Ed Wynn (se stesso)

## The Bouncer Show
- Prima televisiva: 17 marzo 1958

### Trama
- Guest star: Sándor Szabó (Carl Manheim)

## Sleep Teaching
- Prima televisiva: 24 marzo 1958

### Trama
- Guest star: Thomas Browne Henry (Gordon)

## The Gilbert Roland Show
- Prima televisiva: 31 marzo 1958

### Trama
- Guest star: Mary Beth Hughes, Gilbert Roland (se stesso)

## Aunt Emily
- Prima televisiva: 7 aprile 1958

### Trama
- Guest star: Isobel Randolph (Emily), Rolfe Sedan (Gibbons)

## The Mickey Rooney Show
- Prima televisiva: 14 aprile 1958

### Trama
- Guest star: Mickey Rooney (se stesso)

## Lily's Birthday Dress
- Prima televisiva: 21 aprile 1958

### Trama
- Guest star:

## Wedding Float
- Prima televisiva: 28 aprile 1958

### Trama
- Guest star: Cheerio Meredith (Hortense), Marjorie Bennett (Edythan Walker), Elvia Allman (Sarah Selkirk)

## The Capistrano Show
- Prima televisiva: 5 maggio 1958

### Trama
- Guest star: Shirley Mitchell (Nancy)

## Lily on Boat
- Prima televisiva: 12 maggio 1958

### Trama
- Guest star:

## Matt and Pete Fight
- Prima televisiva: 19 maggio 1958

### Trama
- Guest star: